# Санта-Катерина-Альбанезе
Санта-Катерина-Альбанезе (італ. Santa Caterina Albanese, сиц. Santa Caterina Albanese) — муніципалітет в Італії, у регіоні Калабрія,  провінція Козенца.
Санта-Катерина-Альбанезе розташована на відстані близько 400 км на південний схід від Рима, 90 км на північний захід від Катандзаро, 36 км на північний захід від Козенци.
Населення — 1253 особи (2014).

## Демографія
Населення за роками:

Станом на 1 січня 2023 року в муніципалітеті офіційно проживало 49 іноземців з 9 країн, серед них 6 громадян країн Євросоюзу та 1 громадянин України.

## Сусідні муніципалітети
- Фаньяно-Кастелло
- Мальвіто
- Роджано-Гравіна
- Сан-Марко-Арджентано